# Nejlepší fotbalista FIFA
Nejlepší fotbalista FIFA (v originále The Best FIFA Men's Player) je fotbalové ocenění udělované od roku 2016 hráči, který hrál podle poroty nejlépe v uplynulé sezóně na základě hlasů trenérů a kapitánů národních týmů, novinářů z celého světa, ale i veřejnosti. Každá složka tvoří 25% podíl na celkovém rozhodování.
Cena se v letech 1991–2009 nazývala Fotbalista roku, následně byla spolu se Zlatým míčem sloučena do Zlatého míče FIFA, v rámci něhož se udělovala mezi roky 2010 a 2015.

## Seznam vítězů
| Rok  | Vítěz              | Klub vítěze                           | Druhý             | Klub druhého            | Třetí             | Klub třetího                        | Ref.  |
| ---- | ------------------ | ------------------------------------- | ----------------- | ----------------------- | ----------------- | ----------------------------------- | ----- |
| 2016 | Cristiano Ronaldo  | Real Madrid                           | Lionel Messi      | FC Barcelona            | Antoine Griezmann | Atlético Madrid                     | [ 1 ] |
| 2017 | Cristiano Ronaldo  | Real Madrid                           | Lionel Messi      | FC Barcelona            | Neymar            | FC Barcelona Paris Saint-Germain FC | [ 2 ] |
| 2018 | Luka Modrić        | Real Madrid                           | Cristiano Ronaldo | Real Madrid Juventus FC | Mohamed Salah     | Liverpool FC                        | [ 3 ] |
| 2019 | Lionel Messi       | FC Barcelona                          | Virgil van Dijk   | Liverpool FC            | Cristiano Ronaldo | Juventus FC                         | [ 4 ] |
| 2020 | Robert Lewandowski | FC Bayern Mnichov                     | Cristiano Ronaldo | Juventus FC             | Lionel Messi      | FC Barcelona                        | [ 5 ] |
| 2021 | Robert Lewandowski | FC Bayern Mnichov                     | Lionel Messi      | Paris Saint-Germain FC  | Mohamed Salah     | Liverpool FC                        | [ 6 ] |
| 2022 | Lionel Messi       | Paris Saint-Germain FC                | Kylian Mbappé     | Paris Saint-Germain FC  | Karim Benzema     | Real Madrid                         | [ 7 ] |
| 2023 | Lionel Messi       | Paris Saint-Germain FC Inter Miami CF | Erling Haaland    | Manchester City         | Kylian Mbappé     | Paris Saint-Germain                 |       |
| 2024 | Vinícius Júnior    | Real Madrid                           | Rodri             | Manchester City         | Jude Bellingham   | Real Madrid                         |       |